# 아툴 쿨카니

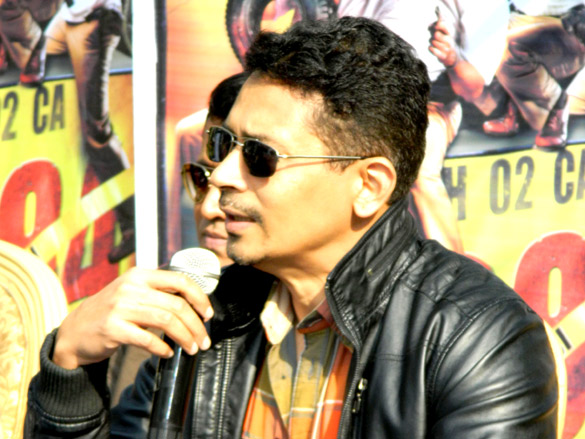

아툴 쿨카니(Atul Kulkarni, 1965년 9월 10일 ~ )는 인도의 배우이다.
벨가움에서 태어났다.

## 영화
- 아키라 (2016년)
- 바라이 (2013년)
- 잔지어 (2013년)
- 더 러버스 (2013년)
- 팬자 (2011년)
- 나타랑 (2010년)
- 감옥 (2009년)
- 델리 6 (2009년)
- 야생 황소 (2008년)
- 랑 데 바산티 (2006년)
- 3 페이지 (2005년)
- 덤 (2003년)
- 헤이 람 (2000년)